# Парламентские выборы в Автономной Республике Крым (2002)
Выборы в Верховную Раду Автономной Республики Крым 2002 — выборы в парламент Крыма, состоявшиеся в марте 2002 года. Проводились по мажоритарной избирательной системе.

## Результаты
| Партия                          | Количество мест |
| ------------------------------- | --------------- |
| Беспартийные                    | 46              |
| Коммунистическая партия Украины | 15              |
| Народная партия                 | 11              |
| Народно-демократическая партия  | 8               |
| Партия регионов                 | 3               |
| СДПУ (о)                        | 3               |
| За Русь единую                  | 2               |
| Селянская партия                | 1               |
| ПППУ                            | 1               |
| Русско-украинский союз          | 1               |
| Трудовая Украина                | 1               |
| Демократический союз            | 1               |